# Ruch zmienny
Ruch zmienny (ruch niejednostajny) – ruch, w którym prędkość zmienia się. Zmiana prędkości może dotyczyć jej wartości jak i kierunku.
W klasyfikacji ruchów ruch zmienny jest przeciwieństwem (dopełnieniem) ruchu jednostajnego prostoliniowego.
Wśród ruchów zmiennych wyróżnia się ruch jednostajnie zmienny (o stałym przyspieszeniu), a pozostałe określa się jako niejednostajnie zmienne (przyspieszenie jest zmienne).
W zależności od charakteru zmiany prędkości wyróżnia się przypadki szczególne ruchów zmiennych:
- Ruch prostoliniowy zmienny - ruch, w którym nie zmienia się kierunek prędkości, natomiast zmienia się jej wartość. Jeśli przyrost prędkości w ruchu prostoliniowym ma wartość stałą, mówi się o ruchu jednostajnie przyspieszonym lub opóźnionym (w tym drugim wartość przyspieszenia przybiera wartości ujemne).
- Ruch krzywoliniowy jednostajny - ruch, w którym zmienia się kierunek jego prędkości, a nie zmienia się jej wartość. Szczególnym przypadkiem tego ruchu jest ruch jednostajny po okręgu, w którym prędkość zmiany kierunku jest stała, a wartość prędkości - stała i stałe przyspieszenie dośrodkowe.
- Pozostałe przypadki ruchu zmiennego - ruch, w którym zmienia się zarówno kierunek jak i wartość prędkości. Przykładem takiego ruchu może być ruch ze zmienną prędkością po okręgu.